# WaKeeney (Kansas)
WaKeeney – miasto w Stanach Zjednoczonych, w stanie Kansas, siedziba administracyjna hrabstwa Trego.